# Cardina
Cardina è un rione di Monte Olimpino, nella ex-Circoscrizione nr. 8. Si trova di fronte alla collina di Cardano, con cui serrano il territorio comasco verso la Svizzera. Tra le due colline, che fanno da cardini, passa la via Bellinzona, che porta verso la dogana di Ponte Chiasso.

## Storia
È conosciuta anche come "La collina del cinema". In cima all'altura infatti Bruno Munari (Milano 1907-1998) e Marcello Piccardo (Genova 1914 - Mondovì 1999) per molti anni hanno abitato e lavorato alla realizzazione di pellicole di ricerca avanguardistiche. Il laboratorio con il nome di "Cineteca di Monteolimpino - Centro internazionale del film di ricerca" stava proprio alla fine della strada carrozzabile, in via Conconi, la continuazione della via Cardina, di fronte al ristorante "Crotto del Lupo".
L'esperienza di Munari e Piccardo con i suoi cinque figli, è raccontata nel libro scritto da quest'ultimo; La collina del cinema, NodoLibri, Como, 1992. Da questo testo è stato successivamente realizzato l'omonimo film da parte del figlio di Piccardo, Andrea.
I boschi di Cardina, hanno fatto da ritiro estivo a Bruno Munari fino agli ultimi anni della sua vita. Un estratto del suo rapporto con la natura della collina è riassunto da lui stesso nel racconto Alta tensione, del 1991.
Tra i suoi più celebri abitanti, la località può vantare anche il famoso scrittore scapigliato milanese Carlo Dossi che qui fece costruire la propria stravagante residenza, il proprio vittoriale, il Dosso appunto, dove morì nel 1910.
Da menzionare inoltre il celebre industriale della seta e mecenate dell'arte Guido Ravasi, le cui memorie sono raccontate nel suo libro "Sotto il faggio rosso di Cardina" (ed. Cavalleri, 1944 - Como), che aveva fatto della sua "Villa Ravasi", un luogo di incontri tra letterati ed artisti.
Sulla Collina, inoltre sono ben presenti le fortificazioni Frontiera Nord, il sistema difensivo italiano verso la Svizzera impropriamente noto come Linea Cadorna, realizzate nel corso della Prima Guerra Mondiale, con trincee, appostamenti di artiglieria e ricoveri sotterranei.
Per una tutela territoriale, artistica e culturale, nonché degli abitanti della Collina, il 30 novembre 2007 si è costituita l'Associazione Cardina, la cui mission è la valorizzazione e la sponsorizzazione con eventi per promuovere questi valori.

## Monumenti e luoghi d'interesse

### Architetture civili
Dosso Pisani

### Architetture religiose
La chiesetta della Purificazione della Beata Vergine Maria, già citata negli atti della visita pastorale del 1592 da parte del vescovo Ninguarda, conserva una tela d'altare di una Madonna con in braccio il Bambino. Tra il 1651 e il 1652 avrebbe ospitato una messa celebrata dal cardinale e futuro papa Benedetto Odescalchi.

## Film girati a Cardina
- La collina del cinema, Andrea Piccardo, Promovideo Pisa, 1995
- Magic trail, Ta.Tu. – Centro diurno Talenti Tutti, Como, 2023
- Spot TV 30 secondi Fiat Bonus Tricolore, Stellantis Italia, Torino, 2024